# Winter-Paralympics 1994
| Medaillenspiegel               | Medaillenspiegel   | Medaillenspiegel | Medaillenspiegel | Medaillenspiegel | Medaillenspiegel |
| Platz                          | Land               | Goldmedaille     | Silbermedaille   | Bronzemedaille   | Gesamt           |
| ------------------------------ | ------------------ | ---------------- | ---------------- | ---------------- | ---------------- |
| 1                              | Norwegen           | 29               | 22               | 13               | 64               |
| 2                              | Deutschland        | 25               | 21               | 18               | 64               |
| 3                              | Vereinigte Staaten | 24               | 12               | 7                | 43               |
| 4                              | Frankreich         | 14               | 6                | 11               | 31               |
| 5                              | Russland           | 11               | 11               | 8                | 30               |
| 6                              | Österreich         | 7                | 16               | 12               | 35               |
| 7                              | Frankreich         | 6                | 7                | 12               | 25               |
| 8                              | Schweden           | 3                | 3                | 2                | 8                |
| 9                              | Australien         | 3                | 2                | 4                | 9                |
| 10                             | Neuseeland         | 3                | –                | 3                | 6                |
| 11                             | Schweiz            | 2                | 9                | 5                | 16               |
| Vollständiger Medaillenspiegel |                    |                  |                  |                  |                  |

Die VI. Winter-Paralympics wurden vom 10. bis 19. März 1994 in der norwegischen Stadt Lillehammer ausgetragen. 

## Herausragende Sportler
Die Norwegerin Ragnhild Myklebust gewann fünf Gold-, zwei Silber- und zwei Bronzemedaillen im Biathlon, Langlauf und Eisschlittenrennen.

## Maskottchen
Das offizielle Maskottchen der Spiele war der einbeinige Troll Sondre.

## Wettkampfstätten
| Veranstaltungsort | Veranstaltungsort        | Sportarten         | Sitzplätze |
| ----------------- | ------------------------ | ------------------ | ---------- |
| Lillehammer       | Birkebeineren-Skistadion | Biathlon           | 13.500     |
| Lillehammer       | Birkebeineren-Skistadion | Skilanglauf        | 31.000     |
| Lillehammer       | Kristins Hall            | Sledge-Eishockey   | 3.000      |
| Lillehammer       | Håkons Hall              | Schlussfeier       | 11.500     |
| Øyer              | Hafjell                  | Ski Alpin          | k. A.      |
| Hamar             | Vikingskipet             | Eisschlittenrennen | 10.600     |

## Wettbewerbe
- Biathlon
- Eisschlittenrennen
- Ski Alpin
- Skilanglauf
- Sledge-Eishockey

## Teilnehmer
Belarus, Bulgarien, Island, Kasachstan, Lettland, Litauen, Russland, Slowakei und Tschechien nahmen erstmals an Winter-Paralympics teil.
| Europa (24 Nationen) | Europa (24 Nationen) | Europa (24 Nationen) |
| --- | --- | --- |
| - Belarus* (2) - Belgien (2) - Bulgarien* (2) - Dänemark (3) - Estland (13) - Finnland (18) - Frankreich (26) - Deutschland (43) | - Großbritannien (23) - Island* (1) - Italien (23) - Lettland* (1) - Liechtenstein (1) - Litauen* (2) - Niederlande (6) - Norwegen (42) | - Österreich (38) - Polen (15) - Russland* (27) - Slowakei*(11) - Spanien (14) - Schweden (27) - Schweiz (19) - Tschechien* (6) |
| Amerika (61 Athleten aus 2 Nationen)                                                                                             | | |
| - Kanada (31) | - Vereinigte Staaten (30) | |
| Asien (30 Athleten aus 3 Nationen)                                                                                               | | |
| - Japan (26) | - Kasachstan* (2) | - Südkorea (2) |
| Ozeanien (13 Athleten aus 2 Nationen)                                                                                            | | |
| - Australien (6) | - Neuseeland (7) | |
| (Anzahl der Athleten) * erstmalige Teilnahme an Winter-Paralympics                                                               | | |